# جورج سيمنون
جورج سيمنون (بالفرنسية: George Simenon)‏ هو كاتب بلجيكي متحدث باللغة الفرنسية، ولد في مدينة لياج في 13 فبراير 1903 وتوفي في فرنسا في 4 سبتمبر 1989.
يعد واحدا من الكتّاب الكثيري المؤلفات، كتب 193 رواية، و158 قصة قصيرة، والعديد من السير الذاتية والمقالات والتقارير المدرجة باسمه. وهو الكاتب البلجيكي الأكثر قراءة في العالم. يصل التداول التراكمي لكتبه إلى 550 مليون نسخة. وقد اشتهر لابتكاره شخصية المفتش جول ميجريه.
وقال عنه اندريه جيد: "أعتبر سيمنون أديباً عظيماً وربما هو الأعظم والأكثر أصالة في الأدب الفرنسي"[1] . وقال عنه سومرست موم إنه وصاحبه الإنجليزي غراهام غرين الروائيين في هذا الزمان. من الجيل التالي لموم الشيخ....وسماه «بلزاك هذا العصر».

## مسيرة حياته
ولد في بلجيكا يوم 13 فبراير عام 1903 في مدينة لياج، كان أبوه يعمل محاسبا، وأسرته بسيطة تعيش حالة مادية متوسطة ولم يلبث أن مات والده وأصبح لزاما عليه حينها أن يتولى أمر عائلته ووجد أن عليه مسئولية الاسرة وذلك بعد رحيل والده، وقد نتج عن ذلك انقطاعه عن الدراسة وعمره أحد عشر عاما، اتجه حينها إلى الصحافة، وعمل صحافيا متجولا لصحيفة (لاغازين دولييبج) البلجيكية، وفيها نشر أولى قصصه، وفي سن السادسة عشرة عمل صحافيا محترفا وذلك في العام 1919، وقد عقد في هذه الفترة الكثير من اللقاءات الصحافية مع الكثير من مشاهير العالم، وعمل فيها مئات التحقيقات الصحافية وقابل كلا من ادولف هتلر وليون تروتسكي وونستون تشرشل وغيرهم، وقام بجمع كل هذه التحقيقات فيما بعد في كتاب يحمل اسم «أفريقيا تتحدث اليكم» بجانب ذلك كان ينشر قصصه باستمرار ويوالي كتابتها.
في العام 1922، وهو في التاسعة عشرة من عمره، انتقل من بلجيكا إلى فرنسا وهناك بدأ سيله العرم والغزير من الكتابة المتدفقة في الرواية والقصة القصيرة.
في العام 1924 صدرت له أول رواية بعنوان «سر الغربة الصفراء» ولكنه لم يوقعها باسمه الحقيقي «جورج سيمنون» وإنما وضع عليها اسما مستعارا وظل يكتب مدة عشر سنوات بأسماء مستعارة كثيرة بلغ مجموعها 18 اسما، ولم يفصح عن اسمه إلا في العام 1932م، وعندما سئل عن السبب في ذلك، أجاب: هناك عشرات الأسباب لهذا، منها انني اردت ان اتخفى خلف الشخصيات التي ارسمها في كتبي وان اتصرف على غرارها، ومنها انني كنت غزير الإنتاج فرحت اتعامل مع أكثر من ناشر.
فكان تارة يكتب باسم كرستيان برول، وتارة أخرى باسم جورج سيم، أو جورج مارتن، أو لودوسان، ومنها جوم جوت، وجان دورسان، وجورج دوساج، وموريس بروتس وغيرها من الأسماء الكثيرة ويقال إنه كتب 200 كتاب بأسماء مستعارة.
وتعد هذه الفترة من اغزر فترات حياته انتاجا، وكان فيها يبذل جهدا جبارا، وعملا متواصلا، وطاقة لا تعرف التوقف، وكان فيها سريع الكتابة، عندما يكتب الرواية يكتبها مرة واحدة ويعود إليها للتصحيح والمراجعة ثم لا يلتفت إليها على الإطلاق، مهما قيل عنها. كان يستيقظ صباحا من الساعة السادسة ويظل يكتب ساعات متواصلة من دون توقف حتى الساعة السادسة مساء، أي 12 ساعة يوميا، كان يكتب ثمانين صفحة كل يوم، وكان يكتب رواية من عشرة الاف سطر في ثلاثة أيام فقط، وينتج حينها خمس روايات شهريا، أي بمعدل ستين رواية كل عام، بجانب قصصه القصيرة، والاغرب من هذا انه في عام 1927م اغراه أحد الناشرين أو تحداه بأن يكتب رواية متسلسلة للصحيفة في ثلاثة أيام فقط، واستطاع ذلك، والغريب أنه اشترط لذلك أن يكون بمرأى من الجميع في قفص من زجاج مكشوف، يستطيع أي واحد ان يشاهد جورج سيمنون وهو يكتب ليلا أو نهارا، وشرط أن يكتب حلقة كل ساعة، وقد حدد حجم الرواية في ستين حلقة كحد أقصى، ومن دون أن يتصل بطرف ثالث سوى من يأخذ منه الأوراق. كل ذلك مقابل مبلغ قدره 25 ألف فرنك.
وفعلا استطاع جورج سيمنون ذلك، وكتب الرواية في ثلاثة أيام فقط، ومنذ اللحظة الأولى وافق مباشرة لثقته بنفسه وأنه قادر على ذلك وكان يقول عن هذه الواقعة: «وقد اقترح عليَّ أحد رؤساء التحرير مبلغا طيبا كي اكتب رواية في ثلاثة أيام، فأغلقت على نفسي القفص الزجاجي، على شرفة تطل على المولان جورج، فعلت هذا من دون اية صعوبة». وكان يسمى أو يطلق عليه «الناسخ الصناعي» وذلك لما يمتاز به من غزارة إنتاج لكنه كان لا يحب هذه التسمية ويستاء منها، وكان يقول عن نفسه إنه يستطيع ان يكتب 300 سطر من سطور الآلة الكاتبة في 45 دقيقة فقط.
وهو لم يتجاوز سن الأربع والعشرين سنة كان رصيده من الأعمال 60 رواية وألف قصة قصيرة.
والذي جعله ينهمك في هذا العمل الدؤوب، ويرهق نفسه ويذيبها ألما، واستغراقا في الكتابة، وفي عمل شاق هو سعيه نحو الحصول على الثروة، وان يعيش حياة مادية مرفهة، فهو يذيب نفسه شقاء كلما زادت ثروته ساعيا إلى الحصول على المزيد، وفعلا تحقق له ما اراد، وأصبح ثريا جدا، ويملك الملايين، واصبح بحوزته اثنان وثلاثون قصرا، بسبب رواج كتبه، وما تدر عليه من أموال طائلة، إذ كانت تترجم إلى الكثير من لغات العالم، وتحول بعضها إلى أفلام سينمائية.
وهو اثناء الكتابة يستعين بالتدخين، ويدمن شرب الغليون، حتى انه يذكر بأنه يملك 200 غليون. وهو لا يعرف مكانا مخصصا للكتابة، أو غرفة معينة، وإنما هو يكتب في كل مكان، وفي أي بلد يحل فيه، فقط يحمل معه آلته الكاتبة، وتكون بصحبته سكرتيرته، يكفيه هذا، فهو في كل رحلة يقوم بها - وما أكثر رحلاته - كانت سكرتيرته تصاحبه من اجل الكتابة، والآلة الكاتبة يضعها على أي مكان ثم يكتب، يأتيه الإلهام، أو وحي الكتابة، حتى في سفره لا يعرف الهدوء والراحة، حتى في الضجيج كان يكتب، ولا يتوقف، ولا تثيره اصوات الآلات والعمال وغير ذلك، فهو ينسى نفسه وهو يكتب، وكان بإمكانه كتابة فصلين أو ثلاثة يوميا بين هذه الأجواء، وهو يلزم نفسه بكم معين من اجل انجازه، وبعد الانتهاء من كل رواية كان يفقد من وزنه 8 كيلوجرامات واثناء كتابة رواية ما يعيش حال قلق، وقبل البدء بالكتابة يصاب بوسوسة خاصة، إذ كان يذهب مع عائلته إلى الطبيب الخاص، ويقوم بفحص طبي دقيق، من اجل أن يحس انه لا شيء يمكن ان يعوقه أو يعرقله عن الاستمرار في الكتابة، وربما هذا الذي يحدث معه هو أحد الأسباب التي جعلته يترك الكتابة ويهجرها أخريات حياته.
بعد هذه الرحلة المتدفقة والحارة من نشاطه وحركته الدائبة بدأ هذا الغليان يهدأ قليلا، وأخذ يكتب روايات اقل طولا وحجما من سابقتها، وتخلى شيئا ما عن رواياته البوليسية واتجه إلى كتابة الرواية الوجدانية الواقعية، والرواية النفسية التحليلية بموهبة لا تقل عن كتاباته في الرواية البوليسية، وبقيمة فنية عظمى ومن هذه الروايات نذكر سراح الموز، أصحاب العطش، القط، الباب، بيتي وغيرها.
بعد العام 1960 أخذ جورج سيمنون يكتب تحت اشراف طبي. في العام 1972 توقف عن الكتابة، واعلن انه لن يعود اليها، وكانت آخر رواية له بعنوان «اوسكار» إذ وجد على مكتبه مظروفا اصفر مكتوبا عليه كلمة «اوسكار» فكتب الرواية بهذا العنوان، بعد ذلك أعلن انه لن يكتب ابدا، وكان ذلك تحديدا في سبتمبر/ أيلول من العام نفسه، ولم يكتف بهذا، بل ذهب إلى دار العمدة في مدينة لوزان - حيث اقامته - وغير مهمته في بطاقته الشخصية من روائي إلى «بلا مهنة». توقف عن الكتابة بعد ان انغمس فيها مدة ثمانية واربعين عاما انتج خلالها 450 رواية وبعض الإحصاءات تقول انه كتب 500 رواية ومئة ألف قصة قصيرة.
بعد عام واحد من توقفه أخذ يروي سيرة حياته وذلك في العام 1973 عن طريق اشرطة الكاسيت، لذلك اسماها فيما بعد «إملاءات» وظل يروي قصة حياته مدة 9 سنوات، وأنهاها في العام 1982 وخرجت في عشرين جزءا من المجلدات الضخمة، وظل الناس يرددون ما جاء في سيرته الذاتية، وما عاشه من ظروف مختلفة، وحوادث متنوعة، سواء في عالم الكتابة أو مع اسرته التي لم تعرف الاستقرار، وكانت في آلاف الصفحات.

### عزلة الناس
في العام 1978 حدث له حادث غيَّر مجرى حياته، وصبغها بالسواد والتشاؤم والعزلة، ففي هذا العام قامت ابنته ماري جو بقتل نفسها منتحرة، إذ اطلقت الرصاص في صدرها، وذلك بعد ان تركت لأبيها تسجيلا بصوتها تتحدث فيه عن اسباب انتحارها، وكذلك دفتر مذكرات كتبته وفيه تفاصيل كل ما خالجها من مشاعر وانطباعات عن علاقتها بأبيها. وقد تأثر جورج سيمنون كثيرا بهذا الحادث، وأفجعه جدا، وخصوصا ان ابنته ذكرت انه أحد اسباب انتحارها.
حينها قرر اعتزال الناس، والعزلة التامة عن المجتمع، والانقطاع عن العالم الخارجي وانتظار الموت للحاق بابنته، كما يقول، فقام ببيع ممتلكاته، وقصوره، ومنزله الكبير الذي يحوي 30 غرفة، وصرف كل ثروته، بعد ان سلم كل كتاباته المخطوطة إلى جامعة لياج، واستقر في قلب مدينة لوزان مع زوجته الثالثة تريزا، إذ ابتاع له منزلا صغيرا بسيطا ومعزولا. ويقول عن ذلك: لقد اخترت ان اكون معزولا في هذا المسكن البسيط حتى لا يعرف أحد بموتي، حتى افراد اسرتي، سأعيش هنا في هدوء، لقد اخترت لون حياتي.
حتى الصحافة انقطع عنها ورفض كل المحاولات من اجل إجراء لقاءات صحافية معه، عن حياته وأدبه.

## الوفاة
وظل على هذه الحال حتى وافاه اجله في الاسبوع الأول من شهر سبتمبر سنة 1989 عن عمر ناهز السادسة والثمانين. وقد بيع له 550 مليون نسخة في 55 لغة ومازالت كتبه تطبع ويعاد طبعها، وقد ترجمت بعض كتبه وقصصه القصيرة إلى اللغة العربية نذكر منها: «جريمة في الريفيرا»، ورواية «انتوان وجولي» أو «الساحر» التي لها ترجمتان، وروايته «هذه المرأة لي»، وغير ذلك من رواياته.
وقد رشح أكثر من مرة لنيل جائزة «نوبل» في الأدب من خلال رواياته «اغلال الخطيئة»، «الثلج الأسود»، «فتاة في ماضيه» وغير ذلك إلا انه رفض ذلك ويقول انه ليس اديبا، وإنما يكتب روايات كثيرة.

## رواياته
- جسم الجريمة
- الساحر
- جريمة في الريفيرا

## روابط خارجية
- جورج سيمنون على موقع IMDb (الإنجليزية)
- جورج سيمنون على موقع الموسوعة البريطانية (الإنجليزية)
- جورج سيمنون على موقع مونزينجر (الألمانية)
- جورج سيمنون على موقع قاعدة بيانات الأفلام العربية
- جورج سيمنون على موقع ألو سيني (الفرنسية)
- جورج سيمنون على موقع ميوزك برينز (الإنجليزية)
- جورج سيمنون على موقع أول موفي (الإنجليزية)
- جورج سيمنون على موقع قاعدة بيانات برودواي على الإنترنت (الإنجليزية)
- جورج سيمنون على موقع قاعدة بيانات الأفلام السويدية (السويدية)
- جورج سيمنون على موقع إن إن دي بي (الإنجليزية)